# Emiliano Lauzi
Emiliano Lauzi (ur. 22 września 1994 w Melzo) – włoski snowbordzista specjalizujący się w big airze i slopestyle, olimpijczyk z Pekinu 2022.

## Udział w zawodach międzynarodowych
| Impreza              | Rok  | Gospodarz     | big air | slopestyle |
| -------------------- | ---- | ------------- | ------- | ---------- |
| Igrzyska olimpijskie | 2022 | Pekin         | 22      | 5          |
| Mistrzostwa świata   | 2017 | Sierra Nevada | —       | 29         |
| Mistrzostwa świata   | 2019 | Park City     | —       | 23         |
| Mistrzostwa świata   | 2021 | Aspen         | 6       | 26         |